# ポッチェトルテク
ポッチェトルテク（Podčetrtek, ドイツ語：Windisch-Landsberg）は、スロベニアの市である。